# Tour Michelet
Tour Michelet (znany także jako Tour Total) – wieżowiec w Paryżu, we Francji, w dzielnicy La Défense, o wysokości 117 m. Budynek został otwarty w 1985 roku, posiada 31 kondygnacji. W latach 1998–2000 został odremontowany. 